# 曹政治
曹政治（韓語：조정치，1978年8月25日—），韓國男歌手。

## 音樂作品

### 專輯
- 2012年2月7日：正規一輯《Episode 01 旅行》

### 參與作品
- 2013年：金藝林《all right》

韓國音樂著作權協會
| 姓名   | 登記編號 | 參與歌曲列表 |
| ------ | -------- | ------------ |
| 曹政治 | W0829500 | [ 1 ]        |

## 影視作品

### 電視劇
- 2015年：tvN《前女友俱樂部》飾演 崔志勳
- 2015年：KBS《製作人》（特別出演）
- 2017年：tvN《河伯的新娘2017》（特別出演）
- 2017年：TV朝鮮《在你背上扣球》飾演 假面男
- 2018年：KBS《To. Jenny》飾演 曹政治
- 2019年：tvN《羅曼史是別冊附錄》（特別出演）
- 2021年：KBS2《Imitation》飾演 夏石
- 2022年：ENA《高斯電子公司》飾演 南武永
- 2025年：KBS2《24小時健身俱樂部》飾演 姜鐵男（特別出演）

### 綜藝節目
- 2012年：SBS《You&I》E02
- 2012年：MBC《無限挑戰》E 304、305、306
- 2012年：KBS《Happy Together 3》E 278
- 2013年：MBC《黃金漁場》
- 2013年：MBC《無限挑戰》E 317、318
- 2013年：MBC《我們結婚了》E 1-27
- 2013年：KBS《大韓民國Hello脫口秀》E 134
- 2013年：SBS《Running Man》E 159,177
- 2014年：SBS《Running Man》E195
- 2015年：SBS《Running Man》E274
- 2016年：SBS《Running Man》E312
- 2017年：KBS《Happy Together》E 506, 507
- 2017年：SBS《朴軫永的Party People》E8
- 2018年：KBS《超人回來了》

## 外部連結
- NAVER （页面存档备份，存于）